# Aneura neuquina
Aneura neuquina är en tvåvingeart som beskrevs av Duret 1976. Aneura neuquina ingår i släktet Aneura och familjen svampmyggor. Inga underarter finns listade i Catalogue of Life.